# Cedros (Santa Cruz das Flores)
Cedros es una freguesia portuguesa perteneciente al municipio de Santa Cruz das Flores, situado en la Isla de Flores, Región Autónoma de Azores. Posee un área de 10,55 km² y una población total de 152 habitantes (2001). La densidad poblacional asciende a 14,4 hab/km². Se encuentra a una latitud de 32ºN y una longitud 16ºO. La freguesia se encuentra a 1 m s. n. m. La actividad principal es la agricultura. El océano Atlántico se encuentra al sur mientras que las montañas al norte.
- Datos: Q2652572
- Multimedia: Cedros (Santa Cruz das Flores) / Q2652572

1. ↑  Worldpostalcodes.org,código postal n.º 9970-031.